# Somebody to Love (canção de Justin Bieber)
"Somebody to Love" é um single do cantor canadense de pop/R&B Justin Bieber, contida em seu segundo álbum My World 2.0. Foi composta por Bieber, Heather Bright, e pelos Stereotypes - que também a produziram. A canção havia sido gravada originalmente como uma demo do cantor Usher, mas foi regravada por Justin. Foi feito um Remix com o cantor Usher. "Somebody to Love" foi lançada como single em 20 de abril de 2010, e seu videoclipe, lançado em 18 de junho, foi dirigido por Dave Meyers.

## Antecedentes
A canção foi originalmente produzida pelos Stereotypes para o sexto álbum de estúdio de Usher, Raymond v. Raymond. Uma música produzida por Jimmy Jam e Terry Lewis chamada "Lingerie" vazou na internet no início de 2010, juntamente com uma versão antecipada de "Somebody to Love". No entanto, não foi encontrada entre as faixas do Raymond v. Raymond, e logo após foi anunciado que o single faria parte do primeiro álbum de estúdio de Bieber, My World 2.0. Em entrevista a MTV News em abril de 2010, Bieber disse que estava antecipando a canção que seria lançada como um single do My World 2.0, comentando que ainda não foi decidido se ele seria lançado antes ou depois de "U Smile". Falando sobre a música, Justin disse: "É basicamente sobre estar a procura de álguem para amar. É legal e bom. Eu acho que será como um registro universal." Usher regravou um remix oficial da música que foi lançado em download digital em vários países após o single sair nas rádios.
Jonathan Yip do The Stereotypes confirmou que a gravação foi originalmente feita por Usher, mas as coisas não deram certo com a sua gravadora. De acordo com Yip, Perez Hilton foi quem recomendou a música para Bieber, e seus produtores concordaram. Yip disse que a gravadora de Usher, Jive Records, não sabia o que eles queriam fazer com a música, e aceitaram contatar o empresário de Bieber, Scooter Braun para Justin gravar a canção. Sobre o remix, Yip comentou: "Agora, Usher está de volta as gravações do remix, então não podemos realmente reclamar dele." Uma variação da música foi feita, com Usher nos vocais junto de Bieber, que foi produzido para fazer parte do primeiro EP de Usher, intitulado Versus. A versão remix da canção foi produzida por Benny Blanco.

## Desempenho nas paradas musicais
Nos Estados Unidos, "Somebody to Love" entrou na Billboard Hot 100 no número noventa e oito. Após semanas com uma presença constante nas paradas, o single atingiu sua maior posição no número quinze após o lançamento do remix com Usher em 17 de julho de 2010. A canção teve um aumento em suas vendas digitais após o lançamento do My World 2.0 impulsionando-o para a posição noventa e quatro no Canadian Hot 100. A canção caiu de posição na semana seguinte e novamente subiu em 12 de julho de 2010 na posição de número noventa e um. Depois de sua re-entrada nas paradas, o single atingiu a posição dez em 3 de julho de 2010. Ele chegou em trinta e seis sobre o Pop Songs.
A canção teve um bom desempenho em vários mercados internacionais. Ela entrou no UK Singles Chart na posição de número quarenta e sete em 6 de junho de 2010, mas na semana seguinte a canção caiu para a posição sessenta e dois. Na semana seguinte, o single atingiu seu pico em trinta e três. Na Austrália, "Somebody to Love" entrou nas paradas em quarenta e sete na semana de 5 de julho de 2010. Na semana seguinte, o single subiu para a posição vinte. No Japan Hot 100, a canção entrou no top 10, no número três. A música também atingiu seu pico dentro das vinte primeiraposições na Alemanha e Nova Zelândia.

## Composição e crítica profissional
"Somebody to Love" tem um tempo moderado, com música urbana e dance-pop com R&B misturado com o tipo vocal de Bieber. A canção também traz características do electropop. Ela é configurada em tempo comum e está escrita com o sol menor, os alcances vocais de Justin vão desde a nota baixa G3 para a mais alta C5. Segue-se a progressão de acordes em Cm–E –F.
A canção tem sido descrita por Jocelyn Vega da MTV News como uma "pista de dança em que ele professa seu amor por uma garota e diz a ela que faria qualquer coisa por ela" e como um "clube de pop amigável". Jody Rosen da Rolling Stone disse que a música parecia com o Euro disco. Lauren Carter do Boston Herald a chamou de "uma faixa divertida e otimista", e ainda disse:
| “ | É um destaque para uma pista de download - dar aos ouvintes tempo de dançar e de imaginar, como no caso. | ” |

Fraser McAlpine da BBC Music disse que "Somebody to Love é um apelo direto para a sua alma gêmea." Ela disse que é algo que nós todos sentimos. Monica Herrera da Billboard disse: "Somebody to Love oferece a evidência mais clara ainda de que ele é capaz de passar pelo obstáculo da adolescência e ir para o estrelato adulto." Bill Lamb do About.com classificou "Somebody to Love" em número oitenta e sete na lista do "Top 100 Pop Songs of 2010".

## Vídeo musical

### Produção

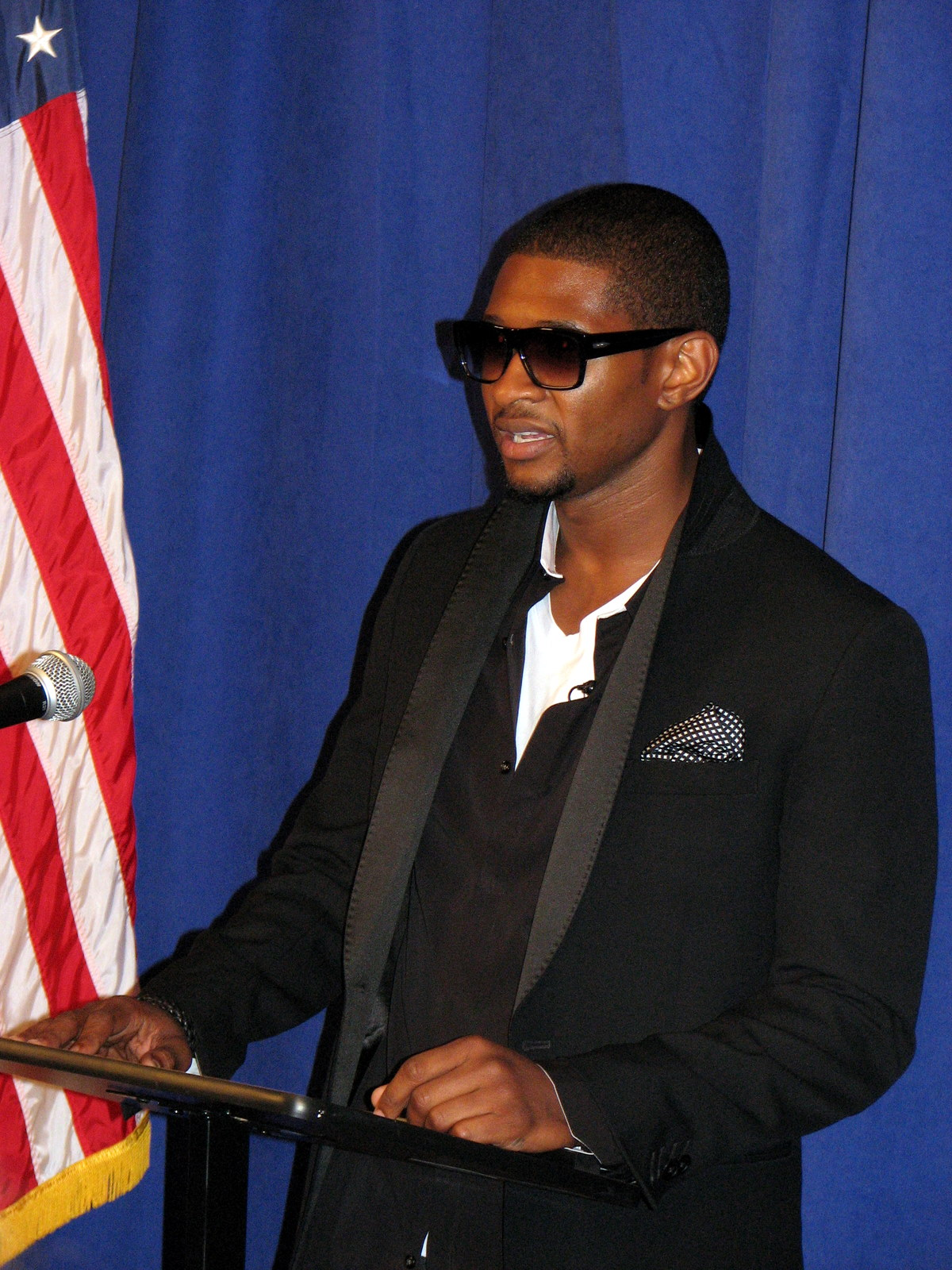
Usher, que possui participação no remix da canção, marca presença no videoclipe.

O vídeo da versão remix com Usher foi filmado em 9 de maio de 2010, dirigido por Dave Meyers. O vídeo, coreografado por Jamaica Craft, teve destaque pelo seu trabalho na parte da coreografia. Ao invés de um enredo como nos vídeos anteriores de Bieber, o vídeo centra-se em uma dança ritmada e rápida. Meyers disse que queria que o vídeo fosse mais brincalhão, afirmando:
| “ | Estamos trazendo Justin para o mundo da dança, dando-lhe a chance de integrar diferentes estilos de coreografias. Então, nós meio que mantivemos uma simples direção de arte, e realmente destacando a dança. Não tendo ruas, um enredo, sem multidões de pessoas, apenas a dança. | ” |

A pré-visualização do clipe foi feita no AOL's PopEater.com e, posteriormente, no canal de Bieber no VEVO. Bieber disse: "É realmente impressionante ser capaz de trabalhar com dançarinos profissionais, você sabe, os dançarinos eram da Jamaica, e disseram que eu estava me matando para fazer as coisas corretas." Ele fez sua estréia em 17 de junho de 2010 na sétima temporada de So You Think You Can Dance. Mais tarde, ele estreou no VEVO em 18 de junho de 2010. A equipe apresenta dançarinos como os vencedores do America's Best Dance Crew e Pareotics, bem como Daniela Castro, Bboy Fly e outros dançarinos. A atriz e cantora Katerina Graham fez uma aparição surpresa em uma cena com os Pareotics. Um dos melhores amigos de Justin, Ryan Butler, que apareceu no início do video clipe de "One Time", também aparece ao lado de Bieber, vestindo uma camiseta publicando a sua conta no Twitter. De acordo com Tamar Antai da MTV News, o vídeo faz alusões de clipes de cantores como Chris Brown e Busta Rhymes. Uma cena da coreografia em que uma mochila é usada, lembra do videoclipe de "You Make Me Wanna", de Usher.

### Sinopse e recepção
O vídeo apresenta Bieber dançando com várias equipes de dançarinos ao longo de um plano de fundo preto, uma cena com ninjas e outra com um fundo traçado com chamas. O vídeo começa com Justin dançando com os diferentes membros da equipe com um uso de efeitos especiais em destaque. Em seguida, os cortes de Bieber para realizar coreografias com alguns dançarinos do sexo masculino, sem camisa, com chapéus e suspensórios vermelhos. Com a ajuda de fumaça, o vídeo move-se para a dança de Bieber. Usher canta seus versos juntamente com os dançarinos do The Syrenz em um quarto com lustres de metal antes de se unir com Justin e dançar com os Poreotics. Então Bieber e Usher cantam e dançam com Medea Sirkas que usam um traje de ninja na frente de um plano de fundo com uma caligrafia chinesa (Amor) em volta de chamas, antes de voltar para o plano de fundo preto com lustres de metais com Daniela Castro e o LXD em uma cena com mochilas. As características do final são vários dançarinos realizando uma coreografia em grupo antes de cortar Bieber e Usher na frente da caligrafia em chamas.
Monica Herrera da Billboard disse que o "poder de Usher está claramente passando para Justin", comentando que Bieber "mostra seu novo jeito de se mover mais suavemente" e "aborda as mais difíceis partes da coreografia". Jovelyn Vena da MTV News comentou:
| “ | Enquanto Bieber já havia apresentado suas habilidades na dança no videoclipe de "Baby", ele realmente canalizou movimentos suaves para Usher neste novo videoclipe. | ” |

Tamar Antai também da MTV disse: "Usher fez a maior parte do trabalho pesado, onde a dança está em causa, e Justin Bieber, que é mais um cantor do que um dançarino, não chega aos pés de Usher na pista de dança." Antai mudou sua comparação entre Bieber e Usher comentando: "É bom ver Justin expandindo seus talentos, e também é bom vê-lo procurando se tornar mais maduro... Seus vídeos estão crescendo com ele, pois irão vir vídeos mais grandiosos ainda." Antai também comentou sobre os recursos do vídeo, elogiando Meyers dizendo que ele "colocou um clássico estilo japonês numa grande peça - para o emprego do fogo, dos caras sem camisa e os ninjas brancos.

## Performances ao vivo
Justin já performou "Somebody to Love" ao vivo em várias ocasiões, inclusive como parte de seu repertório na My World Tour. Na maioria dos espetáculos televisivos, a canção foi realizada ao lado de "Baby" e mais algumas canções anteriores. Ele já a cantou em muitos locais, como no País de Gales durante o Radio 1's Big Weekend em 22 de maio de 2010. Além disso, Bieber também a performou no programa The Today Show juntamente com "Baby" e "One Time em 4 de junho de 2010. Ele cantou o single com "Baby", no qual teve uma participação de Drake, em 21 de junho de 2010 no MuchMusic Video Awards.
"Somebody to Love" também foi realizada com "Baby" e "U Smile" no MTV Video Music Awards de 2010 em 12 de setembro de 2010, onde cantou acompanhado por uma equipe de dançarinos.   Para a performance, Bieber vestiu uma jaqueta preta estilo anos 50 e entrou no Nokia Theater com um Chevrolet vermelho, e foi perseguido por várias meninas. Ele primeiramente executou "U Smile", seguida por "Baby" e "Somebody to Love", em que os dançarinos usavam a mesma roupa que ele. Durante "Somebody to Love", Bieber e seus dançarinos executaram uma coreografia elaborada, incluindo crianças mais novas e em seguida um solo de bateria feito pelo cantor. Durante a performance, vários confetes pretos e vermelhos caíram do céu. Muitos críticos apreciaram a performance, como Jocelyn Vena da MTV News, que disse que dançando Bieber é "uma ameaça tripla".

## Lista de faixas
| European Promo CD |                                |         |  |
| N.º               | Título                         | Duração |  |
| 1.                | "Somebody to Love"             | 3:40    |  |
| 2.                | "Somebody to Love" (com Usher) | 3:43    |  |

| UK Digital Download Single |                     |         |  |
| N.º                        | Título              | Duração |  |
| 1.                         | "Somebody to Love"  | 3:40    |  |
| 2.                         | "Where Are You Now" | 4:27    |  |

| Japanese CD Single (Version B) |                                             |         |  |
| N.º                            | Título                                      | Duração |  |
| 1.                             | "Somebody to Love" (com Usher)              | 3:43    |  |
| 2.                             | "Somebody to Love" (com Usher)              | 3:41    |  |
| 3.                             | "Somebody to Love" (com Usher - Videoclipe) | 3:43    |  |

## Créditos de produção
- Composição - Justin Bieber, Heather Bright, Jonathan Yip, Ray Romulus, Jeremy Reeves
- Produção -  Jonathan Yip, Ray Romulus, Jeremy Reeves
- Vocal de apoio - Usher
- Mixer - Jaycen Joshua, assisted by Giancarlo Lino
- Engenharia acústica - Pat Thrall

## Paradas musicais
| País/Parada (2010)                 | Melhor posição |
| ---------------------------------- | -------------- |
| Austrália - ARIA Charts            | 20             |
| Áustria - Ö3 Austria Top 75        | 35             |
| Portugal - Portugal Singles Top 50 | 36             |
| Bélgica - Ultratip                 | 15             |
| Bélgica - Ultratop 50              | 43             |
| Canadá - Canadian Hot 100          | 10             |
| Mundo - Mundo Singles Top 40       | 25             |
| Europa - European Hot 100 Singles  | 33             |
| Alemanha - Media Control Charts    | 16             |
| Irlanda - Irish Singles Chart      | 33             |
| Japão - Japan Hot 100              | 3              |
| Nova Zelândia - RIANZ              | 12             |
| Suécia - Sverigetopplistan         | 54             |
| Reino Unido - UK Singles Chart     | 33             |
| Estados Unidos - Billboard Hot 100 | 15             |
| Estados Unidos - Pop Songs         | 20             |
| Estados Unidos - Latin Pop Songs   | 36             |

| País/Parada (2010)        | Melhor posição |
| ------------------------- | -------------- |
| Canadá - Canadian Hot 100 | 87             |

## Histórico de lançamento
| País           | Data                 | Versão          | Formato            |
| -------------- | -------------------- | --------------- | ------------------ |
| Estados Unidos | 20 de Abril de 2010  | Versão do álbum | Mainstream         |
| Canadá         | 24 de Maio de 2010   | Versão do álbum | AC                 |
| Reino Unido    | 31 de Maio de 2010   | Versão do álbum | CD single          |
| Nova Zelândia  | 25 de Junho de 2010  | Versão remix    | Download digital   |
| Estados Unidos | 29 de Junho de 2010  | Versão remix    | Download digital   |
| Estados Unidos | 29 de Junho de 2010  | Versão remix    | Urban contemporary |
| Japão          | 18 de Agosto de 2010 | Versão remix    | CD single          |